# Hotel da incubo (Anthony Melchiorri)
Hotel da incubo (Hotel Impossible) è un docu-reality statunitense, andato in onda dal 2012 al 2017 su Travel Channel e trasmesso in Italia da Fine Living.

## Format
La trasmissione segue l'attività di Anthony Melchiorri, esperto nella gestione di alberghi che cerca di salvare degli hotel sull'orlo del fallimento. In ogni puntata Melchiorri visita un albergo che ha problemi o non sfrutta tutto il suo potenziale. Melchiorri affida a una designer di sua fiducia, Blanche Garcia o Casey Noble, il rifacimento di alcune parti dell'hotel scelte da lui. L'area dove effettua il restyling è spesso un'area che dovrebbe essere un punto di forza per l'hotel, ma che non viene utilizzata.

## Episodi
| Edizione         | Episodi | Prima TV USA | Prima TV Italia |
| ---------------- | ------- | ------------ | --------------- |
| Prima edizione   | 13      | 2012         | 2014            |
| Seconda edizione | 14      | 2012–2013    | 2014            |
| Terza edizione   | 13      | 2013         | 2014            |
| Undercover       | 6       | 2014         | 2014–2015       |
| Quarta edizione  | 13      | 2014         | 2015            |
| Quinta edizione  | 12      | 2014–2015    | 2015            |
| Sesta edizione   | 13      | 2015         | 2016            |
| Settima edizione | 13      | 2016         | 2016–2017       |
| Ottava edizione  | 13      | 2016–2017    | 2017            |

### Stagione 1[4]
| nº | Titolo                                      | Prima TV USA   | Prima TV Italia |
| -- | ------------------------------------------- | -------------- | --------------- |
| 1  | Gurney's Inn                                | 9 aprile 2012  | 26 marzo 2014   |
| 2  | The Penguin Hotel                           | 16 aprile 2012 | 2 aprile 2014   |
| 3  | The Hotel New Yorker                        | 23 aprile 2012 | 9 aprile 2014   |
| 4  | The Purple Orchid Wine Country Resort & Spa | 30 aprile 2012 | 16 aprile 2014  |
| 5  | The Ocean Manor Resort                      | 7 maggio 2012  | 23 aprile 2014  |
| 6  | The Hotel Corpus Christi Bayfront           | 14 maggio 2012 | 30 aprile 2014  |
| 7  | La Jolla Cove Suites                        | 28 maggio 2012 | 7 maggio 2014   |
| 8  | Southern Oaks Inn                           | 4 giugno 2012  | 14 maggio 2014  |
| 9  | Fiddler's Inn                               | 11 giugno 2012 | 21 maggio 2014  |
| 10 | Newport Spa & Whirlpool Suites              | 25 giugno 2012 | 28 maggio 2014  |
| 11 | Dude Rancher Lodge                          | 9 luglio 2012  | 4 giugno 2014   |
| 12 | Vermont Inn                                 | 23 luglio 2012 | 11 giugno 2014  |
| 13 | The Dream Inn                               | 6 agosto 2012  | 18 giugno 2014  |

### Stagione 2[8]
| nº | Titolo                                         | Prima TV USA     | Prima TV Italia |
| -- | ---------------------------------------------- | ---------------- | --------------- |
| 1  | Caribe Playa Beach Resort                      | 3 dicembre 2012  | 2014            |
| 2  | Triangle T Ranch                               | 10 dicembre 2012 | 2014            |
| 3  | Maui Sunseeker Resort                          | 17 dicembre 2012 | 2014            |
| 4  | The Hotel Léger                                | 7 gennaio 2013   | 2014            |
| 5  | Glacier Bear Lodge                             | 14 gennaio 2013  | 2014            |
| 6  | Telemark Resort & Convention Center            | 21 gennaio 2013  | 2014            |
| 7  | Periwinkle Inn                                 | 28 gennaio 2013  | 2014            |
| S0 | Hotel da incubo: come è andata a finire? Ep. 1 | 4 febbraio 2013  | 2014            |
| 8  | The Curve                                      | 11 febbraio 2013 | 2014            |
| 9  | Casa Verde Hotel                               | 18 febbraio 2013 | 2014            |
| 10 | Gardenia Resort                                | 4 marzo 2013     | 2014            |
| 11 | Alpenhof Lodge                                 | 11 marzo 2013    | 2014            |
| 12 | Bromley Sun Lodge                              | 18 marzo 2013    | 2014            |
| 13 | The Western Riviera                            | 25 marzo 2013    | 2014            |

### Stagione 3[11]
| nº | Titolo                         | Prima TV USA      | Prima TV Italia |
| -- | ------------------------------ | ----------------- | --------------- |
| 1  | Abacrombie Inn B&B             | 12 agosto 2013    | 2014            |
| 2  | Litohoro Olympus Resort Villas | 19 agosto 2013    | 2014            |
| 3  | Gadsden Hotel                  | 26 agosto 2013    | 2014            |
| 4  | Hotel Iguanazul                | 2 settembre 2013  | 2014            |
| 5  | Water Gap Country Club Resort  | 9 settembre 2013  | 2014            |
| 6  | Holbrooke Hotel                | 16 settembre 2013 | 2014            |
| 7  | Lankford Hotel                 | 23 settembre 2013 | 2014            |
| 8  | Beachfront Inn                 | 30 settembre 2013 | 2014            |
| 9  | Sevilla Inn                    | 7 ottobre 2013    | 2014            |
| 10 | Ritz Inn                       | 14 ottobre 2013   | 2014            |
| 11 | Operation Sandy - Parte 1      | 21 ottobre 2013   | 2014            |
| 12 | Operation Sandy - Parte 2      | 28 ottobre 2013   | 2014            |
| 13 | Victorian Inn                  | 4 novembre 2013   | 2014            |

### Hotel da incubo: come è andata a finire? (Hotel Impossible Undercover)
| nº | Titolo                        | Prima TV USA    | Prima TV Italia  |
| -- | ----------------------------- | --------------- | ---------------- |
| 1  | Glacier Bear Lodge Undercover | 6 gennaio 2014  | 31 dicembre 2014 |
| 2  | Hotel Leger Undercover        | 6 gennaio 2014  | 31 dicembre 2014 |
| 3  | Casa Verde Undercover         | 13 gennaio 2014 | 7 gennaio 2015   |
| 4  | Triangle T Ranch Undercover   | 13 gennaio 2014 | 7 gennaio 2015   |
| 5  | Ocean Manor Undercover        | 20 gennaio 2014 | 7 gennaio 2015   |
| 6  | Holbrooke Hotel Undercover    | 20 gennaio 2014 | 7 gennaio 2015   |

### Stagione 4[11]
| nº | Titolo                  | Prima TV USA     | Prima TV Italia |
| -- | ----------------------- | ---------------- | --------------- |
| 1  | Alaskan Hotel and Bar   | 27 gennaio 2014  | 2015            |
| 2  | Creekside Inn           | 3 febbraio 2014  | 2015            |
| 3  | Fortune Hotel           | 10 febbraio 2014 | 2015            |
| 4  | Chipman Hill Suites     | 17 febbraio 2014 | 2015            |
| 5  | Hollywood Liberty Hotel | 24 febbraio 2014 | 2015            |
| 6  | Floridian Hotel         | 3 marzo 2014     | 2015            |
| 7  | Catskill Mountain Lodge | 28 aprile 2014   | 2015            |
| 8  | Carnival Motor Inn      | 5 maggio 2014    | 2015            |
| 9  | Hotel Solunto Mare      | 12 maggio 2014   | 2015            |
| 10 | High Meadows Inn        | 19 maggio 2014   | 2015            |
| 11 | University Inn at Emory | 26 maggio 2014   | 2015            |
| 12 | Vagabond Lodge          | 2 giugno 2014    | 2015            |
| 13 | Glenwood Motor Lodge    | 9 giugno 2014    | 2015            |

### Stagione 5[11]
| nº | Titolo                                 | Prima TV USA     | Prima TV Italia |
| -- | -------------------------------------- | ---------------- | --------------- |
| 1  | Streamline Hotel                       | 7 ottobre 2014   | 2015            |
| 2  | Autoport Motel                         | 14 ottobre 2014  | 2015            |
| 3  | Woodstock Lodge                        | 21 ottobre 2014  | 2015            |
| 4  | Crookston Inn & Convention Center      | 28 ottobre 2014  | 2015            |
| 5  | Hearthstone Inn                        | 4 novembre 2014  | 2015            |
| 6  | Houndslake Hotel                       | 11 novembre 2014 | 2015            |
| 7  | Mountain View Lodge                    | 25 novembre 2014 | 2015            |
| 8  | Vacationland Inn and Conference Center | 9 dicembre 2014  | 2015            |
| 9  | Ocean Crest Resort                     | 16 dicembre 2014 | 2015            |
| 10 | CitiGarden Hotel                       | 30 dicembre 2014 | 2015            |
| 11 | Missouri Flats Inn                     | 6 gennaio 2015   | 2015            |
| 12 | Empress Hotel                          | 13 gennaio 2015  | 2015            |

### Stagione 6[11]
| nº | Titolo                    | Prima TV USA      | Prima TV Italia |
| -- | ------------------------- | ----------------- | --------------- |
| 1  | Two hotels and an RV park | 1º settembre 2015 | 2016            |
| 2  | Country Barn Motel        | 8 settembre 2015  | 2016            |
| 3  | Anice Inn and Suites      | 15 settembre 2015 | 2016            |
| 4  | Stratford Court Hotel     | 22 settembre 2015 | 2016            |
| 5  | Simmons Motel             | 29 settembre 2015 | 2016            |
| 6  | Waldorf Niagara Hotel     | 6 ottobre 2015    | 2016            |
| 7  | Las Olas Resort           | 13 ottobre 2015   | 2016            |
| 8  | Sea Shell Motel           | 20 ottobre 2015   | 2016            |
| 9  | Capital Plaza Hotel       | 27 ottobre 2015   | 2016            |
| 10 | Grant Hills Motel         | 3 novembre 2015   | 2016            |
| 11 | Lancer Motel              | 10 novembre 2015  | 2016            |
| 12 | Brookside Resort          | 17 novembre 2015  | 2016            |
| 13 | Charles Inn               | 24 novembre 2015  | 2016            |

### Stagione 7[11]
| nº | Titolo                                  | Prima TV USA   | Prima TV Italia |
| -- | --------------------------------------- | -------------- | --------------- |
| 1  | Gardner Hotel and Hostel                | 18 aprile 2016 | 2016            |
| 2  | Sandy Shore Motel                       | 25 aprile 2016 | 2016            |
| 3  | Winter Haven Suites & Conference Center | 2 maggio 2016  | 2016            |
| 4  | Evergreen Motel and Sandman Motel       | 9 maggio 2016  | 2016            |
| 5  | Colonial Mountain Inn                   | 16 maggio 2016 | 2016            |
| 6  | Bossier Inn & Suites                    | 23 maggio 2016 | 2016            |
| 7  | The Kauai Inn                           | 30 maggio 2016 | 2017            |
| 8  | Trade Winds Inn                         | 13 giugno 2016 | 2017            |
| 9  | Bradford Inn                            | 20 giugno 2016 | 2017            |
| 10 | Big Bear Motel                          | 27 giugno 2016 | 2017            |
| 11 | Posada de San Juan                      | 11 luglio 2016 | 2017            |
| 12 | Anchorage Lofts Hotel                   | 18 luglio 2016 | 2017            |
| 13 | Yankee Clipper Inn                      | 1º agosto 2016 | 2017            |

### Stagione 8[13]
| nº | Titolo                                    | Prima TV USA     | Prima TV Italia |
| -- | ----------------------------------------- | ---------------- | --------------- |
| 1  | Three hotels                              | 24 ottobre 2016  | 2017            |
| 2  | Clegg's Hotel                             | 31 ottobre 2016  | 2017            |
| 3  | Turpentine Creek Wildlife Refuge          | 7 novembre 2016  | 2017            |
| 4  | Hooligan's Lodge                          | 14 novembre 2016 | 2017            |
| 5  | Cocca's Inn & Suites                      | 21 novembre 2016 | 2017            |
| 6  | White Caps Motel                          | 28 novembre 2016 | 2017            |
| 7  | Greunke's First Street Inn and Restaurant | 5 dicembre 2016  | 2017            |
| –  | Four ice hotels                           | 5 dicembre 2016  | 2017            |
| 8  | Cape Hatteras Motel                       | 2 ottobre 2017   | 2017            |
| 9  | Sunrise Inn                               | 9 ottobre 2017   | 2017            |
| 10 | Cambridge Inn                             | 16 ottobre 2017  | 2017            |
| 11 | Beach 'n' Towne Motel                     | 30 ottobre 2017  | 2017            |
| 12 | Oceana Boutique Hotel                     | 6 novembre 2017  | 2017            |
| 13 | Maui Sands Resort & Indoor Waterpark      | 13 novembre 2017 | 2017            |